# Large Unmanned Surface Vehicle
Великий безпілотний надводний корабель (англ. Large Unmanned Surface Vehicle, LUSV) — проєкт безпілотних надводних суден, які розробляються для ВМС США. Корабель класу LUSV повинен сягати понад 50 метрів і бути максимально автономним. Зокрема, командування хоче, щоб одна людина могла дистанційно керувати дроном протягом усього маршруту. Ряд завдань LUSV повинен виконувати самостійно: наприклад, без втручання людини обходити перешкоди й не заважати руху інших кораблів і судів, уникати мілин, враховувати погоду. Кораблі призначені для виконання широкого кола завдань, починаючи від доставки вантажів і закінчуючи веденням радіоелектронної боротьби.

## Історія
У вересні 2020 року ВМФ США уклав контракти на загальну суму 41,99 млн доларів з шістьма компаніями на дослідження в рамках створення великих безпілотних надводних кораблів класу LUSV. Контракти отримали компанії Huntington Ingalls Inc., Lockheed Martin Corp., Bollinger Shipyards Lockport, LLC, Marinette Marine Corp., Gibbs & Cox Inc. і Austal USA.
Уряд США планує закупити один LUSV у 2025 році, два — у 2026 році та по три — у 2027 і 2028 році, вартістю близько 250 мільйонів доларів США кожен.